# Orlando Pirates F.C.
 Der er for få eller ingen kildehenvisninger i denne artikel, hvilket er et problem. Du kan hjælpe ved at angive troværdige kilder til de påstande, som fremføres i artiklen.

Orlando Pirates er en sydafrikansk fodboldklub, og er et af de førende hold i Sydafrika. 
Klubben er hjemmehørende i den forholdsvis velhavende Johannesburg-forstad Houghton. Klubben blev grundlagt i 1937 i Orlando i Soweto.
Den tidligere FC København-stjerne Sibusiso Zuma har blandt andet spillet i klubben.
| Fodbold | Spire Denne artikel om en fodboldklub er en spire som bør udbygges. Du er velkommen til at hjælpe Wikipedia ved at udvide den. |